# Bla
Bla is gemeente (commune) in de regio Ségou in Mali. De gemeente telt 45.500 inwoners (2009).
De gemeente bestaat uit de volgende plaatsen:
- Barry
- Bla, de hoofdplaats van de gemeente (commune)
- Bankoumana
- Dacoumani
- Diédala
- Farakala
- Kamona
- M'Biéna
- Mamou
- N'Tonina
- Nientia
- Sorofing
- Talla
- Tébéla
- Toukoro
- Wakoro

## De hoofdplaats Bla
De hoofdplaats ligt ongeveer 85 kilometer ten zuiden van Ségou aan de belangrijkste snelweg van het land. Bla had ongeveer 22.000 inwoners in 2009.
Het is een belangrijke transportplaats voor de ten noordoosten gelegen steden Mopti en Gao en het ten zuiden gelegen Sikasso en voor de export naar Burkina Faso en Ivoorkust.
Bla is de hoofdstad van de Djonko, een subgroep van de Bambara.